# 457 (szám)
A 457 (római számmal: CDLVII) egy természetes szám, prímszám.

## A szám a matematikában
A tízes számrendszerbeli 457-es a kettes számrendszerben 111001001, a nyolcas számrendszerben 711, a tizenhatos számrendszerben 1C9 alakban írható fel.
A 457 páratlan szám, prímszám. Normálalakban a 4,57 · 102 szorzattal írható fel.
A 457 négyzete 208 849, köbe 95 443 993, négyzetgyöke 21,37756, köbgyöke 7,70262, reciproka 0,0021882. A 457 egység sugarú kör kerülete 2871,41569 egység, területe 656 118,48411 területegység; a 457 egység sugarú gömb térfogata 399 794 863,0 térfogategység.
A 457 helyen az Euler-függvény helyettesítési értéke 456, a Möbius-függvényé −1.